# Mădălina Diana Ghenea

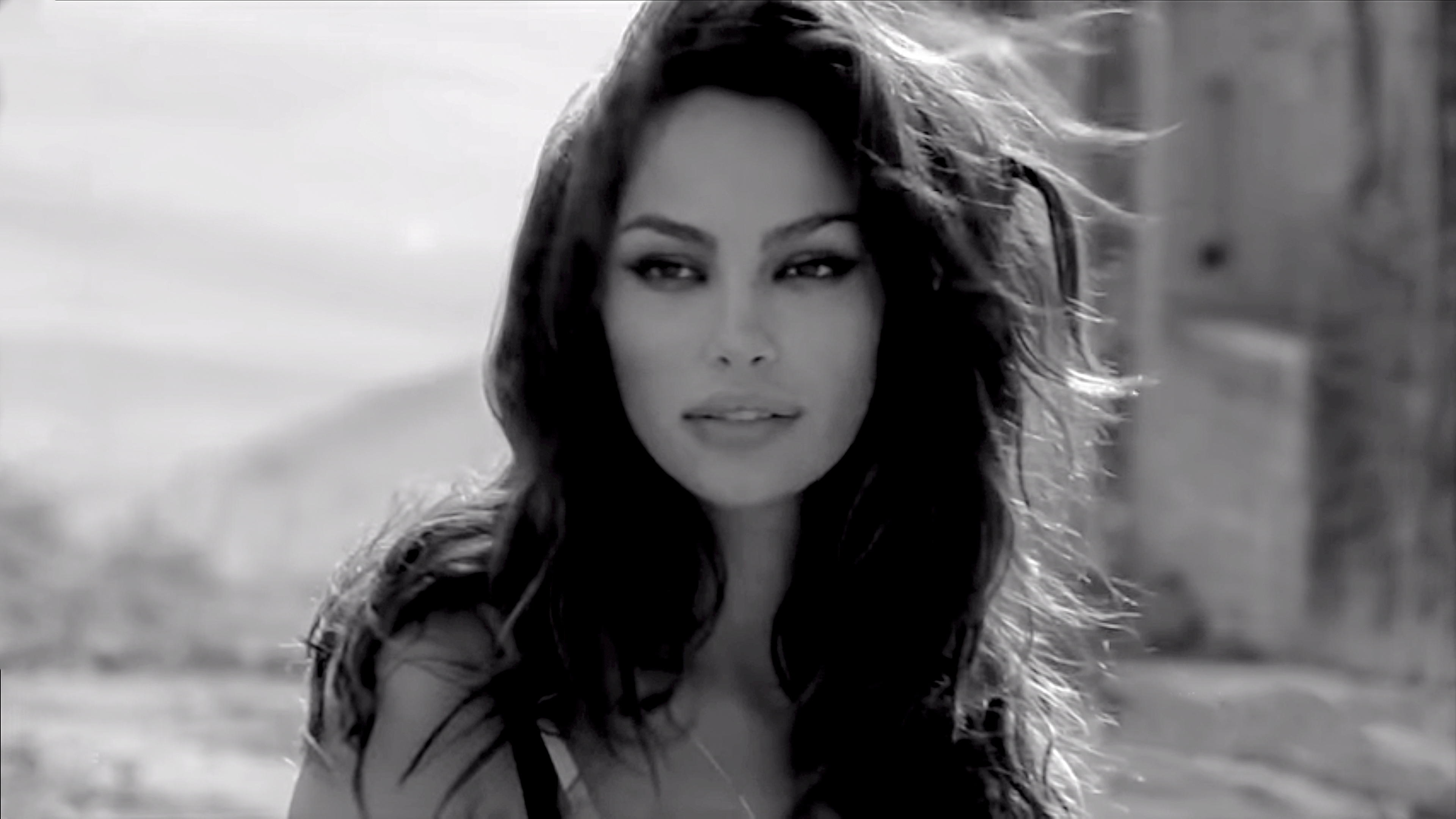
Mădălina Ghenea (2019)

Mădălina Diana Ghenea (* 8. August 1987 in Slatina) ist ein rumänisches Model und Schauspielerin. Unter anderem spielte sie im Film Ewige Jugend die Miss Universe.

## Leben
Mădălina Ghenea wuchs auf einem kleinen Bauernhof in Rumänien auf, ihre Mutter arbeitete in den umliegenden Dörfern als Tierärztin. Bereits als Kind nahm Ghenea an einer bekannten Kinder-TV-Show teil. Im Alter von 14 Jahren wurde sie vom italienischen Designer Gattinoni entdeckt. Sie erhielt einige Jahre Ballett- und Klavierunterricht und absolvierte das College. Danach begann sie das Theaterstudium und nahm an vielen internationalen Modeschauen teil. Im Jahr 2010 begann sie ihre Schauspielkarriere in Italien mit dem Film I soliti idioti. Es folgten The Mongrel zusammen mit Alessandro Gassman, Dom Hemingway mit Jude Law und auch TV-Produktionen wie Ballando con le Stelle und Borgia. 2016 spielte sie Nebenrollen in Zoolander 2 und Smitten!.
Ghenea spricht fünf Sprachen und tritt in Werbespots international auf, so in einem Video mit Eros Ramazzotti und dem italienischen Schauspieler Raoul Bova.
Ghenea ist politisch engagiert und trat als internationale Aktivistin der Organisation „Künstler für Frieden und Gerechtigkeit“ für Haiti bei. In Rumänien unterstützt sie ein Krankenhaus in ihrer Heimatstadt.

## Filmografie (Auswahl)
- 2011: I soliti idioti
- 2011: Ballando con le Stelle
- 2012: The Mongrel
- 2013: Dom Hemingway
- 2013: Borgia (TV-Serie)
- 2015: Ewige Jugend (Youth)
- 2016: Zoolander 2
- 2016: Smitten!
- 2021: House of Gucci
- 2023: Deep Fear